# José Maria da Silva
Zé Maria, właśc. José Maria da Silva (ur. 27 sierpnia 1942) – piłkarz brazylijski, występujący na pozycji napastnika.

## Kariera klubowa
W czasie kariery piłkarskiej Zé Maria grał w Bangu AC.

## Kariera reprezentacyjna
W 1959 roku Zé Maria uczestniczył w Igrzyskach Panamerykańskich, na których Brazylia zajęła drugie miejsce. Zé Maria na turnieju wystąpił w meczu Z Kostaryką.